# Centro Comercial Ikeja City
El Centro Comercial Ikeja City (en inglés: Ikeja City Mall) es un complejo comercial en Ikeja un suburbio de la ciudad de Lagos, en el sur del país africano de Nigeria. Es el primer centro comercial en Ikeja, y en la parte continental de Lagos. El Ikeja City Mall,  comenzó con su construcción en mayo de 2010, estaba programado inicialmente para abrir operaciones en noviembre de 2011, pero se abrió en una fecha posterior ligeramente, en diciembre. Una sección del edificio se derrumbó el jueves 9 de diciembre de 2010 e hirió de gravedad a cinco personas.